# Багач, бідняк... (фільм, 1982)
«Багач, бідняк…» (рос. «Богач, бедняк...») — литовський радянський художній фільм 1982 року режисера Арунаса Жебрюнаса. Чотирисерійний міні-серіал за романом Ірвіна Шоу.

## Сюжет
У невеликому американському містечку Порт-Філіп живе господар пекарні Аксель Джорді з дружиною і трьома дітьми. Молодший син Рудольф допомагає батькам в пекарні, доставляючи хліб клієнтам. Старший син Томас відбився від рук і уславився вуличним забіякою, за що не раз потрапляв в поліцію. Дочка Гретхен працює медсестрою в госпіталі.
Одного разу Гретхен знайомиться на вулиці з власником цегельного заводу Теодором Бойланом і з того часу часто буває у нього в особняку. Це не подобається Томасу і в день перемоги над Німеччиною він вирішує провчити спокусника, разом з приятелем підпалюючи хрест в його приватних володіннях.

## У ролях
- Любомирас Лауцявічюс — Аксель Джордах
- Руте Сталілюнайте — Мері Джордах
- Нелі Савиченко
- Саулюс Баландіс
- Ремігіюс Сабуліс
- Ігор Рогачов
- Георгій Тараторкін
- Регімантас Адомайтіс
- Ромуальдас Раманаускас
- Мірдза Мартінсоне
- Юозас Будрайтіс
- Гедімінас Гірдвайніс
- Юрате Онайтіте
- Арніс Лицитис
- Ірена Кряузайте — Мері-Джейн Гекетт
- Дзідра Рітенберга — місіс Лючія
- Вітаутас Румшас

## Творча група
- Сценарій: Саулюс-Томас Кондротас
- Режисер: Арунас Жебрюнас
- Оператор: Йонас Гріцюс, Альгімантас Моцкус
- Композитор: Лайміс Вілкончюс